# Kees van de Sande
Kornelis Pieter van de Sande (Tholen, 24 januari 1918 – Utrecht, Fort De Bilt, 30 april 1945) zat in het verzet tijdens de Tweede Wereldoorlog.

## Biografie

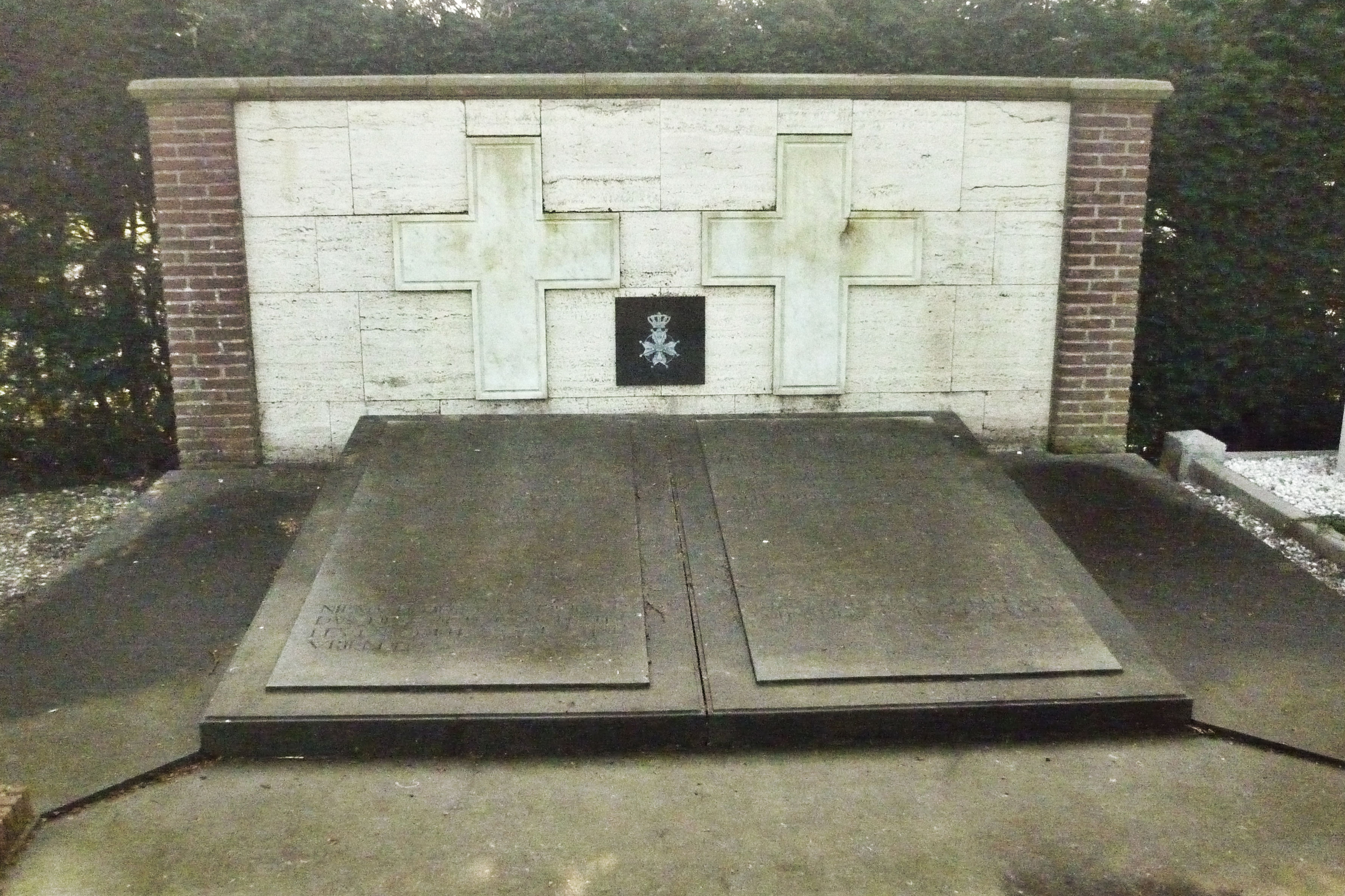
Graf Arie van Driel en Kornelis Pieter van de Sande, Werkendam

Van de Sande werd geboren in Tholen als zoon van Johannes van der Sande en Jacoba Cornelia Scherpenisse. In 1942 trouwde hij in Oud-Vossemeer met Josina van der Vlies.
Kees van de Sande was districtscommandant van de verzetsgroep Altena. Bovendien was hij goed bekend in de Biesbosch, waar hij koerierslijnen verzorgde tussen bevrijd en bezet Nederland. Zelf heeft hij 22 keer berichten overgebracht. Hij was ook een van de "linie-crossers", die geallieerde militairen hielpen naar het bevrijde zuiden te komen.
Van de Sande werd op 3 maart 1945 in zijn huis in Sleeuwijk opgepakt en naar de gevangenis aan het Wolvenplein in Utrecht gebracht, waar hij samen met line-crosser Arie van Driel, werd ondervraagd en mishandeld. Zij werden op 30 april 1945 door een dronken Duitser gefusilleerd. Hun graven zijn op de Protestantse Begraafplaats van Werkendam.
Van de Sande heeft op 30 augustus 1948 postuum de Militaire Willems-Orde (MWO.4) gekregen.

## Monument
In Werkendam is een monument opgericht ter nagedachtenis van Arie van Driel en Kees van de Sande. Beide mannen staan in brons op een stenen sokkel. Op de plaquette staat:

"DE LINE-CROSSER" 

Ter herinnering aan de verzetsstrijders

die via de Biesbosch en Merwede 

van 6 november 1944 tot 5 mei 1945 

ter boot de verbinding onderhielden

tussen bezet en bevrijd Nederland. 

Twee van hen gaven hun leven:

A.v.Driel en K.P.v.d.Sande, gefusilleerd 30 april 1945.
Nabij Hank (aan de A27) is op 5 oktober 1960 door Prins Bernhard een gedenksteen onthuld waarop een beeltenis van de twee verzetshelden staat.

## Externe links

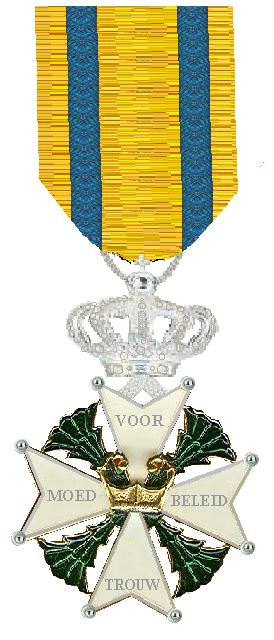
Ridder in de Militaire Willems-Orde